# Serra Negra
A Serra Negra é uma cadeia montanhosa, também considerada uma pequena cordilheira, que se estende por dois estados do Brasil: Sergipe e Bahia. Sua formação geológica remonta à era Neoproterozoica, com aproximadamente 952 milhões de anos. A serra abrange uma área de 5 229 hectares, e uma de suas montanhas principais possui um pico de 762 metros de altitude, sendo o ponto culminante do território de Sergipe e uma das maiores elevações localizadas na Caatinga, no Nordeste Brasileiro.

## Localização e subunidades
Localizada em uma região de litígio territorial entre os estados de Sergipe e Bahia, a localização da Serra Negra foi alvo de muitas divergências bibliográficas — confusão que se agravou pelo uso de outras diferentes denominações para a mesma formação geográfica. Para resolver essas discrepâncias, em 2020 foi publicado um estudo que caracterizou as partes principais do complexo e determinou que, até o fim de 2019, cerca de 55% da área montanhosa era pertencente ao estado de Sergipe e 45% pertencente ao estado da Bahia.
Em virtude da atualização na delimitação interestadual, foi publicado, em 2024, uma nova caracterização do complexo montanhoso, com o objetivo de atualizar as informações sobre as partes da montanha, seus nomes e suas jurisdições. O estudo concluiu que, oficialmente, cerca de 37% da área montanhosa pertence ao estado de Sergipe, enquanto 63% está sob domínio do estado da Bahia. Segundo esse estudo, a Serra Negra é o nome da cadeia montanhosa como uma cordilheira e ela compreende um conjunto de montanhas identificadas por nomes próprios. São elas:

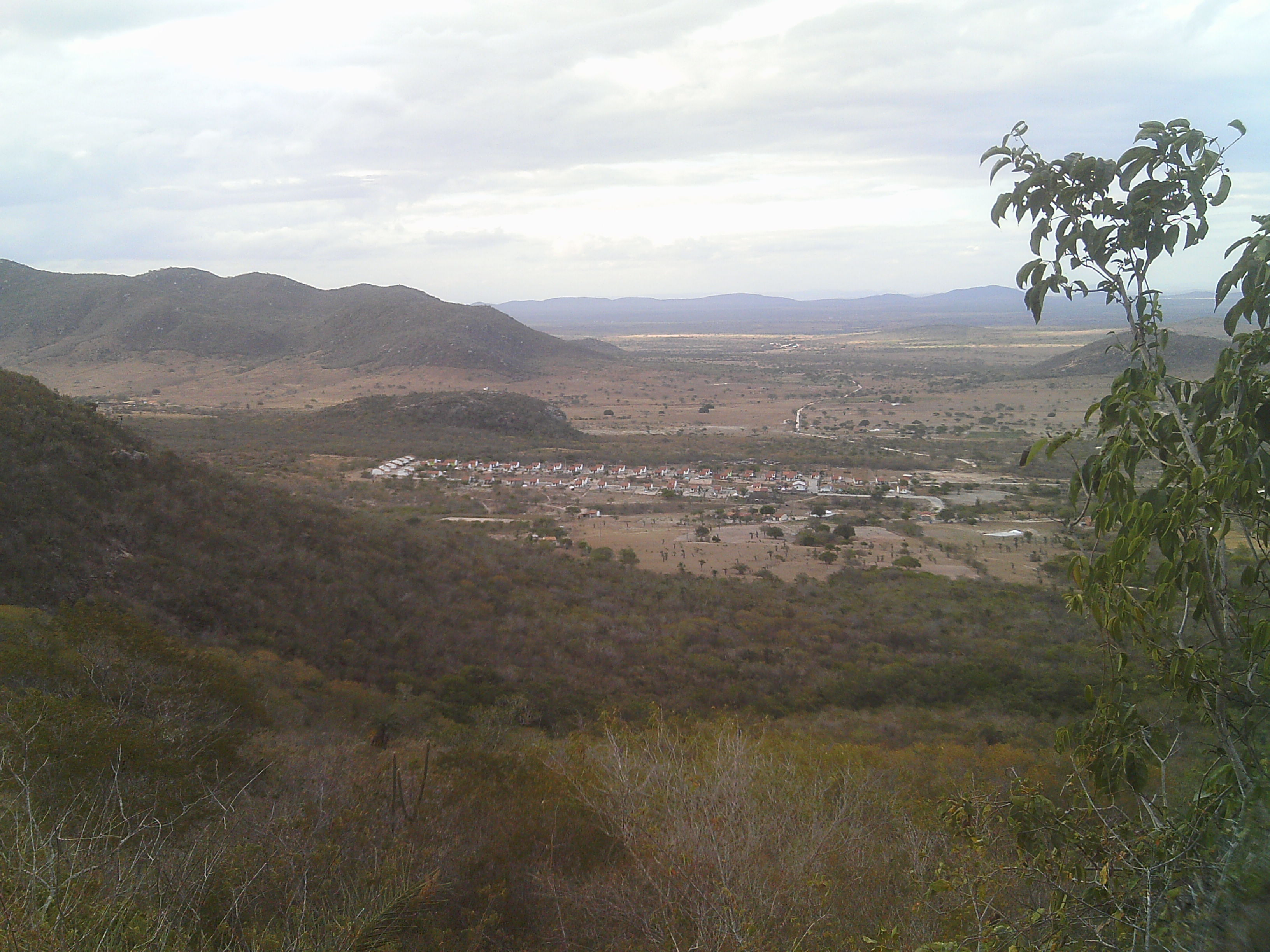
Foto tirada da Serra Negra, em Poço Redondo, o ponto mais alto de Sergipe. Logo abaixo está o Quilombo da Guia, no referido município

- Serra da Guia — uma área montanhosa situada no território sergipano, localizada no município de Poço Redondo, que abriga o ponto culminante do estado.[3] Essa região é frequentemente mencionada em trabalhos acadêmicos e inclui uma porção menos conhecida, popularmente chamada de Serra da Conceição. Próximo ao desdobramento montanhoso sergipano encontra-se uma comunidade quilombola chamada Serra da Guia.[6]
- Serra Grande — uma área montanhosa que se estende pelos estados de Sergipe, no município de Poço Redondo, e da Bahia, no município de Pedro Alexandre. Ela abriga o segundo ponto culminante do estado sergipano.[2] A Serra Grande de Sergipe é mencionada na literatura do cangaço como o local onde a cangaceira "Adelaide de Criança" enfrentou uma morte lenta e angustiante durante um trabalho de parto.[9] A Serra Grande auxilia na bacia hidrográfica do Rio Jacaré.
- Serra da Voturuna — uma área montanhosa que corresponde ao estado baiano e pertence ao município de Pedro Alexandre.[3] A área baiana é genericamente conhecida pelo próprio nome da cordilheira, Serra Negra, e recebe o nome histórico-espacial de Voturuna. Uma área significativa do seu topo é habitada por uma comunidade com características quilombolas, constituída por povos afrodescendentes, que adotaram o modelo de agricultura familiar na localidade.[3]
- Serra do Rela ou Serra de Prata — uma área montanhosa situada no território baiano, localizada no município de Pedro Alexandre. Essa região é frequentemente chamada de "Serra de Prata" devido a um efeito óptico singular: quando a luz do sol incide sobre as gotas de água deixadas nas plantas e rochas das encostas após chuva ou neblina, a luz se dispersa, criando um brilho prateado. Esse fenômeno dá a impressão de que a serra sofre uma metamorfose e adquire uma tonalidade prateada, semelhante a uma miragem.[2]

## Bacias hidrográficas
Em virtude de sua altitude e relevo acidentado, o complexo montanhoso atua como uma barreira natural às massas de ar provenientes do oceano Atlântico. Esse fenômeno, por meio do sistema de chuvas orográficas, faz com que a umidade se concentre em suas vertentes. Essa característica possibilita a formação de microclimas com maior umidade e temperaturas mais amenas. Além disso, parte da água infiltrada no solo é armazenada temporariamente, permanecendo por mais tempo antes de percolar como água subterrânea. Parte da água armazenada que não sofre evapotranspiração escoa gradualmente das matas úmidas, formando diversos mananciais hídricos na Serra Negra. Esses mananciais abastecem riachos e contribuem para a formação das bacias hidrográficas do Rio Jacaré e do Rio Vaza-Barris, além de incluir a nascente do Rio Capivara.
- Bacia do Rio Jacaré — a bacia hidrográfica do Rio Jacaré é formada pelos riachos São Clemente, da Guia e do Boqueirão, que atuam como corpos de água tributários. Esses riachos captam tanto a água proveniente do escoamento das chuvas quanto a que percola dos brejos situados no trecho do complexo montanhoso localizado no território poço-redondense[3] e compõem os principais afluentes da margem direita da sub-bacia hidrográfica.[10] O Rio Jacaré desempenha um papel significativo no contexto histórico e espacial do município de Poço Redondo, que se desenvolveu às margens dos poços formados por esse corpo d’água.[11]
- Bacia do Rio Vaza-Barris — a conexão de diversos córregos que coletam água nas vertentes do desdobramento montanhoso localizado no município de Pedro Alexandre forma um dos tributários do rio Vaza-Barris[12] chamado Rio do Peixe. O Rio do Peixe e o Riacho do Meio, também conhecido como Rio da Guaratuba, fazem parte da bacia hidrográfica do Vaza-Barris, sendo ambos abastecidos pelas águas provenientes do manancial hídrico da serra, que se estende desde a sede do município até as proximidades das comunidades Serra Negra Velha e Lagoa da Mata.[3] Antes de se unir ao Vaza-Barris, esses rios abastecem o Reservatório do Gasparino em Coronel João Sá[13] e encontram o ponto de confluência a jusante localizado na comunidade de Malhada Grande, em Paripiranga.
- Nascente do Rio Capivara — o Rio Capivara, é um rio que banha o estado de Sergipe no Alto Sertão Sergipano com 133 km de extensão. Ele nasce em uma área da serra que se encontra entre a Fazenda Sombrio e o Assentamento da Santa Maria.[14] Contudo, em seu curso natural, mais à frente, forma o Riacho do Cachorro, que é um referencial de sua nascente, já que é mais estável durante as épocas de estiagem.[15]